# Traînée induite
Pour les articles homonymes, voir Traînée (homonymie).

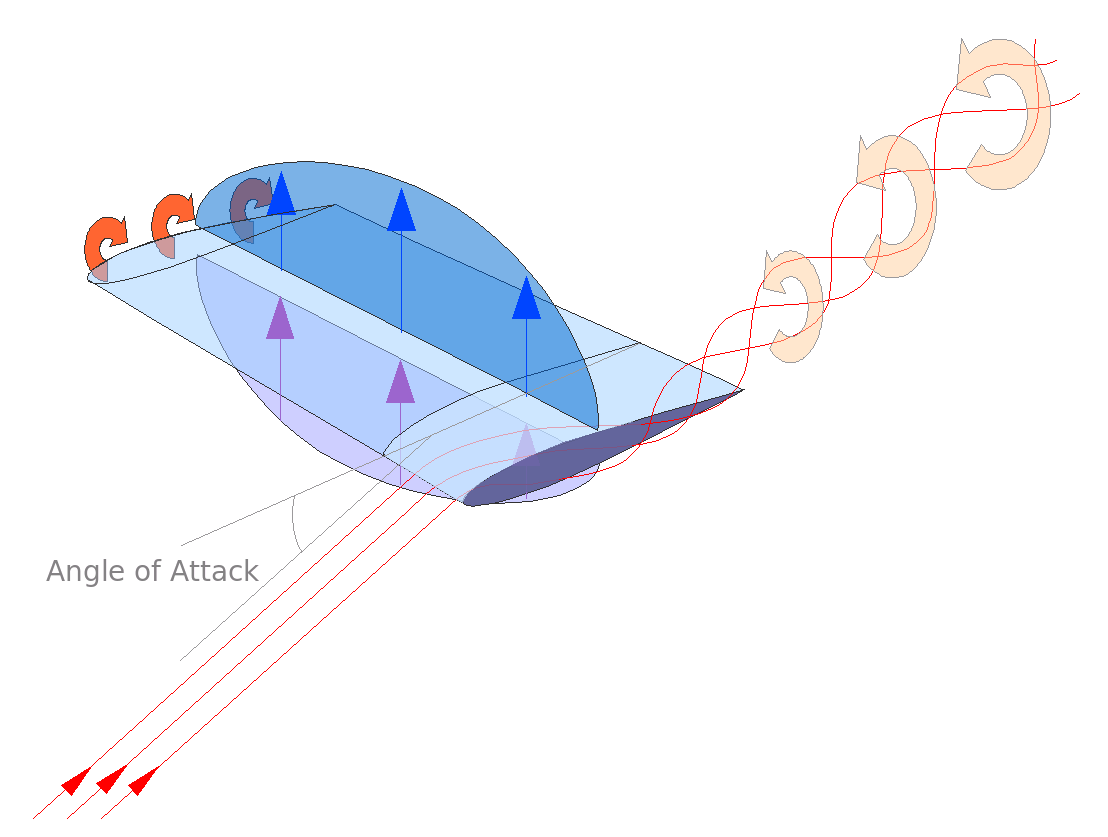
Image profil aile

La traînée induite, souvent notée Ri, est une force de résistance à l'avancement induite par la portance et qui dépend de certaines caractéristiques de l'aile, notamment de son allongement et de la distribution de la portance en envergure.
Elle se distingue des traînées dites « parasites » : de frottement, de séparation, et d'onde.

## Allongement
L'allongement effectif utilisé pour le calcul peut être supérieur à l'allongement géométrique (cloison en bout d'aile, ailette marginale ou winglet).

## Distribution de la portance
La distribution de portance optimale (celle qui minimise la traînée induite) est elliptique. La distribution effective dépend :
- de la forme en plan de l'aile ;
- de sa flèche (la flèche arrière charge davantage l'extrémité de l'aile) ;
- de son vrillage (qui modifie la répartition de la portance par rapport à la forme en plan) ;
- des modifications locales de la portance :
  - interférence du fuselage (diminution locale de la portance dans l'axe du fuselage, pics de portance aux emplantures d'aile),
  - par le déploiement de volets hypersustentateurs ou d'aérofreins,
  - souffle d'hélices augmentant la portance (moteurs montés sur l'aile).

## Calcul de la résistance induite
Le calcul de la résistance induite s'appuie sur la théorie des lignes portantes.
- Calcul de la résistance induite Ri

{\displaystyle R_{i}=qSC_{i}}
q : pression dynamique = 1/2 . ρ . V2
S : surface alaire
ρ : masse volumique du fluide, V = vitesse en m/s
Ci : coefficient de traînée induite
- En application de la théorie des profils minces, le coefficient de traînée induite s'exprime comme suit[2],[3] :

{\displaystyle C_{i}={C_{z}^{2} \over \pi \lambda e}}. 
Cz : coefficient de portance de l'aile
π (pi) : 3,1416
λ : allongement. Par définition, λ=b²/S où b est l'envergure de l'aile.
e : coefficient d'Oswald (inférieur à 1) qui dépend de la distribution de portance en envergure.

e pourrait être égal à 1 pour une distribution de portance « idéale » (elliptique). En pratique e est de l'ordre de 0,75 à 0,85.
- Remarque sur la relation cachée entre Cz et λ :

Pour qu'un avion puisse voler, la portance Fz doit compenser le poids de l'avion 

On en déduit le Cz
{\displaystyle C_{z}={F_{z} \over qS}}
il ressort (en remplaçant Cz dans la formule précédente) :
{\displaystyle C_{i}={F_{z}^{2} \over q^{2}S^{2}\pi e\lambda }}
et 
{\displaystyle R_{i}=qSC_{i}={F_{z}^{2} \over qS\pi e\lambda }}
comme {\displaystyle \lambda ={b^{2} \over S}}
on a finalement :
{\displaystyle R_{i}={F_{z}^{2} \over b^{2}q\pi e}}
Avec q = 1/2 . ρ . V² on obtient
{\displaystyle R_{i}=2{F_{z}^{2} \over b^{2}\rho V^{2}\pi e}}
La traînée induite est proportionnelle au carré de la portance et inversement proportionnelle au carré de l'envergure et au carré de la vitesse.

Pour réduire cette traînée, on peut : 
— réduire le poids ;
— augmenter l'envergure (et augmenter l'allongement à surface constante) ;
— augmenter la vitesse.
Un guide complet de calcul de ces formules est donné grâce à la Théorie des profils minces.

## Valeur de la traînée induite
- La traînée induite est nulle :
  - si la portance est nulle ;
  - si l'allongement est infini.

- La traînée induite est moindre :
  - si l'allongement est grand et si le coefficient de portance (Cz) est petit (Cz 0,1 à 0,3 ; avion rapide).

- La traînée induite est importante :
  - si l'allongement est petit et le Cz fort (aile delta au décollage).

## Effet de sol
À proximité du sol, la traînée induite est réduite car le downwash est réduit vu que cette masse d'air descendante va être arrêtée par le sol. La traînée induite devient alors :
{\displaystyle C_{D_{i}}={\displaystyle 33\left({h \over d}\right)^{3 \over 2} \over \displaystyle 1+33\left({h \over d}\right)^{3 \over 2}}\times {C_{L}^{2} \over \pi \lambda e}}
Ladite loi est illustrée dans l'ouvrage de Hurt.
Ainsi, si une aile a 24 mètres d'envergure et est placée à 3 mètres du sol, la traînée induite sera réduite de 40 %,.